# 封魔獵人
《封魔獵人》是由遊戲橘子製作的一款多人在線角色扮演遊戲，由遊戲橘子研發長郭炳宏率領製作。本作在2006年3月20日於日本首次公開，初始公開時本作名稱為《Bright Shadow》。2007年7月12日~7月18日，遊戲橘子舉辦了該作的中文命名線上票選活動，最終《封魔獵人》以過半數的選票勝出，成為此作的正式中文名稱。 同年8月16日封測啟動，9月13日啟動公開測試。除台港澳之外，該作亦在日本由當地的遊戲橘子分公司自行推出，更於2009年8月24日授權給Gamepot北美分公司代理營運其北美版本。

## 歷史沿革
- 2006年3月：首次由日本遊戲橘子公開。
- 2006年8月16日~2006年9月22日：第一次研發內測。
- 2006年9月：亮相日本東京國際電玩展[4]。
- 2007年3月23日~2007年4月27日：第二次研發內測。
- 2007年7月：確定該作正式中文名稱【封魔獵人】。
- 2007年8月16日~2007年8月29日：台港澳版本封閉測試。
- 2007年9月13日：台港澳版本公開測試。
- 2007年12月16日：第一次伺服器合併。
- 2010年3月4日：v6.6.4版本以後，就沒有再更新，已閒置2年多。
- 2012年8月31日：中午12:00關閉遊戲伺服器，並結束所有相關營運活動，公開測試結束。
- 截至今日該遊戲各國版本皆無相關營運消息，遊戲橘子未發佈任何目後是否再次營運上市之消息。

### 相關活動

#### 中文名稱命名活動
- 活動主旨：替線上遊戲《Bright Shadow》進行中文命名
- 主辦單位：遊戲橘子
- 展開日期：2007/07/12
- 結束日期：2007/07/18
- 活動內容：候選名稱「封魔獵人」、「閃靈魅影」、「魅影聖光」、「封魔 Online」、「封靈 Online」
- 活動結果：由「封魔獵人」以超過1/2票數脫穎而出

### 遊戲客服回報管道
【beanfun！樂豆】 客服信箱分類：已下架相關

### 遊戲特色

#### 靈氣系統
通過玩家打怪獲得，在遊戲中學習技能，進行裝備製作，變身等等都需要靈氣作為支持。

#### 封魔全書
可以收集怪物掉落的卡片並封印於此。玩家所收藏的卡片亦可用於兌換部分稀有裝備之用。
在下方可切換至封魔牌陣，召喚怪物幫忙打怪或施展輔助技能。

#### 幻化變身
角色身上的特殊技能，可以變身為各種鬼怪，並可藉此得到部分獨有技能以及屬性。

#### 獨立任務
給於玩家獨立空間以解取部分任務。

### 重大改版

#### 封魔獵人：冰炫風
於2008年1月31日推出，為此作的首度改版。
主要改版內容：
- 3大歷險場景：冰系列(魔鏡冰原，銀骨雪原，冰晶洞窟等等)、廢棄地鐵(夜靈地鐵)、日式場景(比良城)
- 70級高等獵人三轉職業(法皇騎士，遊俠，天師，陰陽師，召喚師，攝魂師，靈藥師，兵械師)
- 11張新地圖
- 新坐騎：疾速狼、白額虎、疾走虎

#### 封魔獵人：不朽傳奇
於2008年8月4日推出。
主要改版內容:
- 四大文明職業專屬坐騎
- 天音祠堂、蜃氣之洲、世界樹之窟等13個新場景[6]
- 卡片交換功能

#### 封魔獵人：遺跡之塔
於2009年3月19日推出。
主要改版內容：
- 遺跡之塔系統